# Schwarzenbrucker Moor
Das Schwarzenbrucker Moor ist ein Naturschutzgebiet in Gsteinach, einem Gemeindeteil von Schwarzenbruck im mittelfränkischen Landkreis Nürnberger Land.

## Lage
Das Naturschutzgebiet Schwarzenbrucker Moor liegt in einer kesselartigen ehemaligen Schleife der Schwarzach zwischen Schwarzenbruck und Gsteinach.

## Beschreibung
Das Gebiet ist ein seit dem 22. August 1992 ausgewiesenes, etwa 10 Hektar großes Naturschutzgebiet und trägt die Katasternummer NSG500.042.
Das Naturschutzgebiet ist eines der wenigen Moore in Mittelfranken. Kleinräumig wechseln sich hier offene Wasserflächen und Verlandungsgesellschaften ab.
Über 30 Jahre wurde durch Bebauung das Gebiet ringförmig eingeschlossen. Diese Verinselung ist von der Tierwelt nicht ausgleichbar. Durch Baumaßnahmen wurde das Gebiet von Grundwasserzuflüssen abgeschnitten, was zu einer erhöhten Verlandung führt. Durch Pflegemaßnahmen wird versucht, dieser Entwicklung Einhalt zu gebieten.

## Flora und Fauna
Das Moor ist ein besonders wertvoller Verlandungskomplex aus naturnahen Teichen mit Schwimmblatt- und Unterwasservegetation, beherbergt seltene und gefährdete Pflanzenarten wie Schlangenwurz, Sumpflappenfarn und weitere Rote-Liste-Arten der Bruchwälder, Röhrichte und Großseggenriede, der ausgedehnten Weidengebüsche und alten Erlen-Bruchwälder. Hervorzuheben ist das Vorkommen der Sumpfkalla sowie der Ringelnatter. 16 Libellenarten sind nachgewiesen. Die Torfböden sind bis zu einem Meter dick.

## Zugang
Das Schutzgelände ist nicht versperrt, darf aber nicht betreten werden. Um das Moor läuft ein kleiner Wanderpfad, von dem aus die Naturräume gut einsehbar sind. Im Sommer blühen Schlangenwurz und Teichrosen.
Parkmöglichkeiten gibt es in Gsteinach sowie am Sportplatz des TSV Ochenbruck. Mit dem ÖPNV (VGN) ist die Anreise täglich möglich. Zunächst mit der S-Bahn Linie 3 von Nürnberg nach Neumarkt, weiter mit der Buslinie 502 nach Gsteinach, Haltestelle Meraner Straße. Von dort sind es noch 10 Minuten zu Fuß. Das Gelände ist auch bestens mit dem Fahrrad zu erreichen.

## Umgebung
Etwas südlich liegt das Naturschutzgebiet Schwarzach-Durchbruch.
Die Umgebung bietet Freizeitmöglichkeiten wie Radfahren und Wandern. Am Sportplatz des TSV Ochenbruck gibt es einen Gastronomiebetrieb.